# 布里萨克城堡

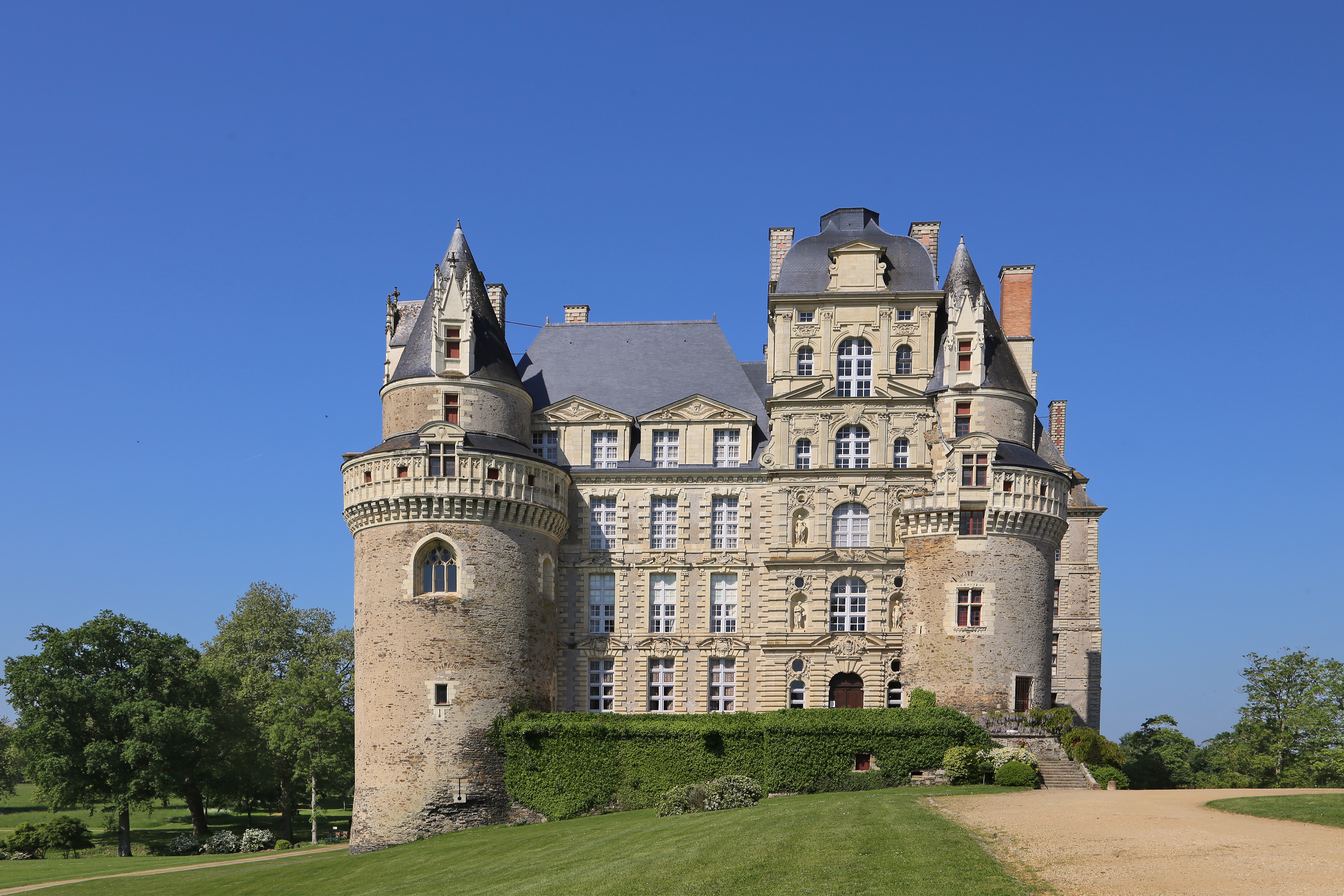
东侧

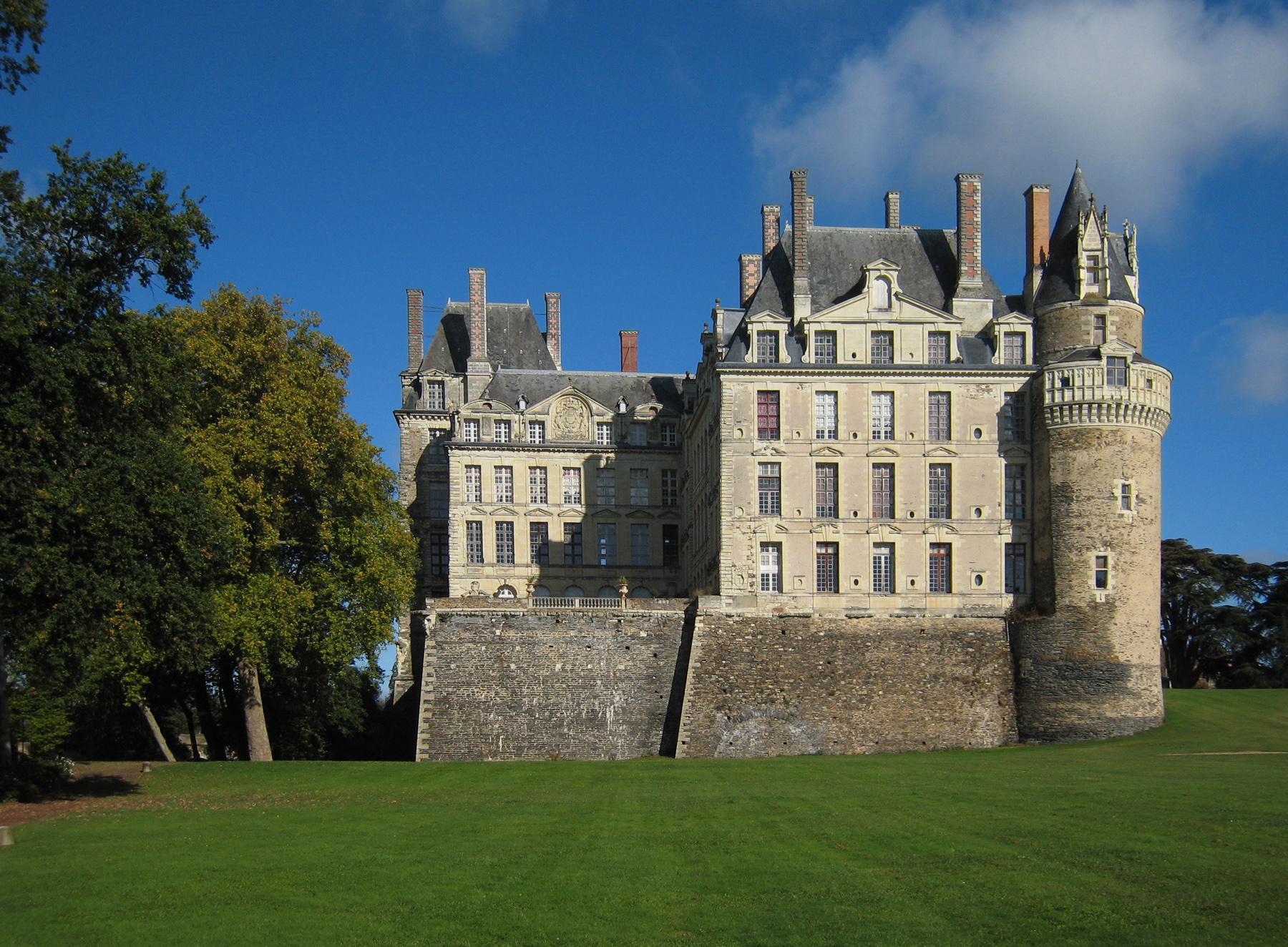
南侧

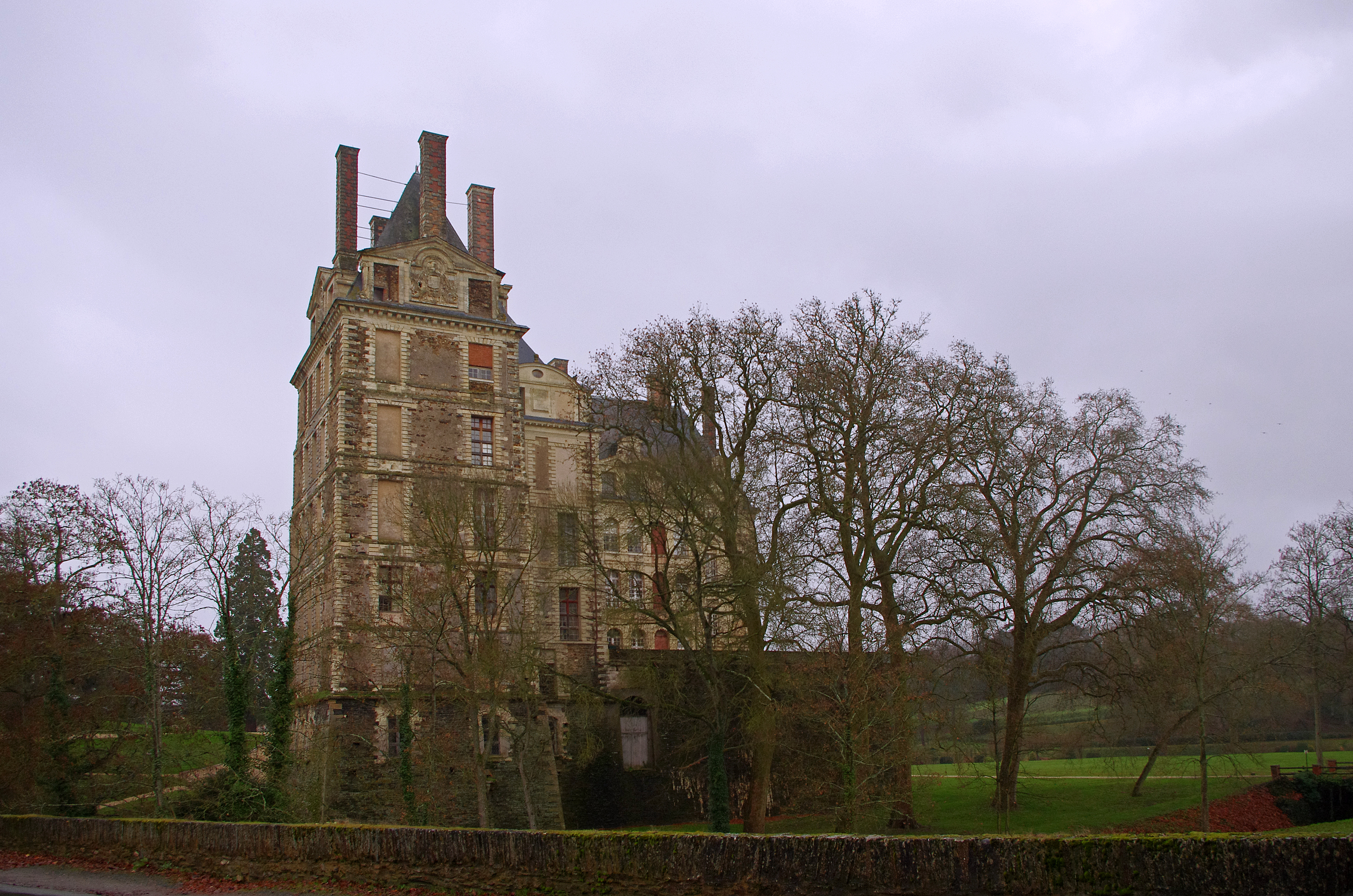
西侧

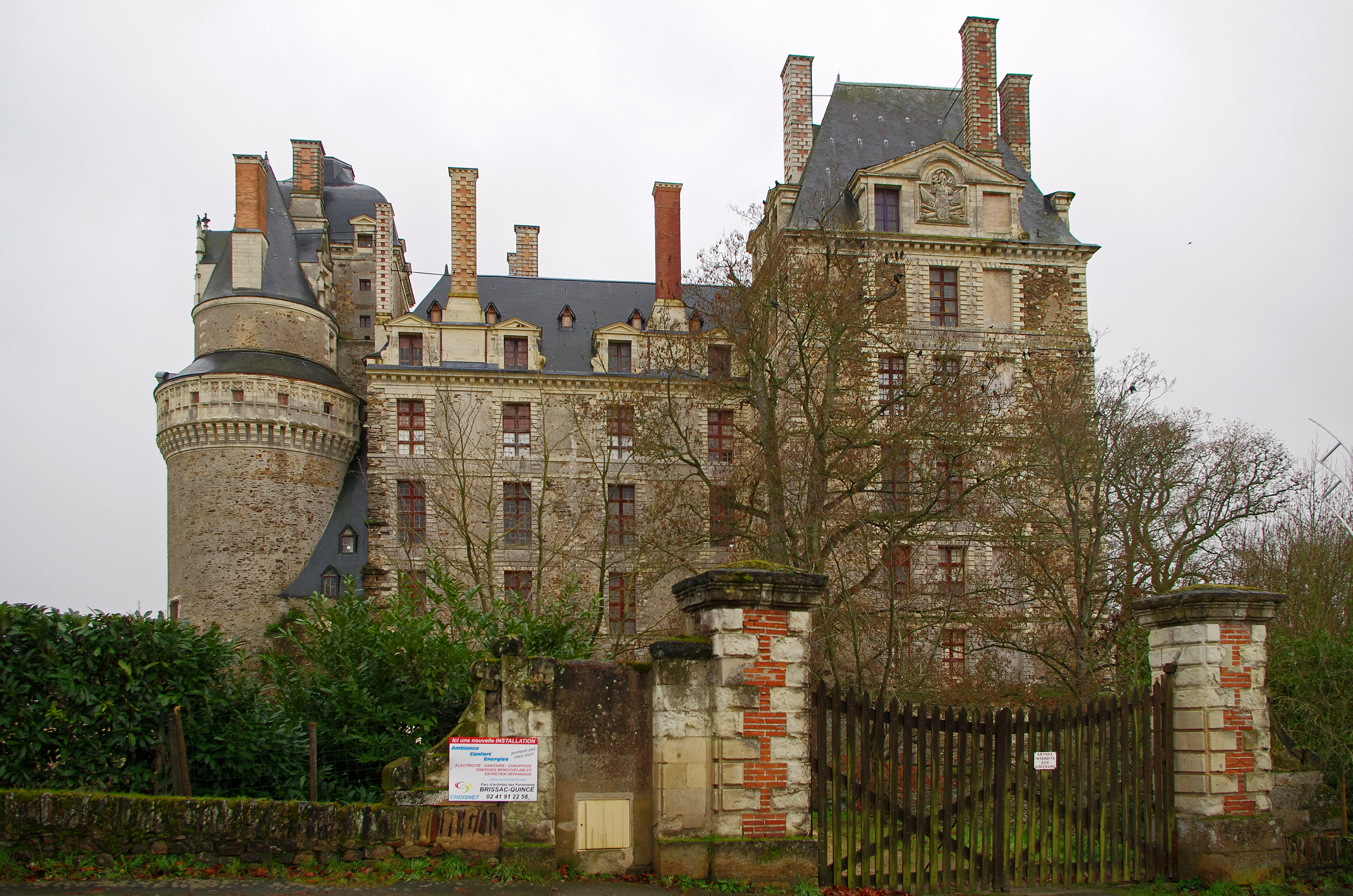
北侧

布里萨克城堡（Château de Brissac）是一座法国城堡，位于法国 曼恩-卢瓦尔省布里萨克-卢瓦尔-欧邦斯的布里萨克-坎塞，属于法国贵族布里萨克公爵科塞-布里萨克家族。 法国文化部将其列为法国历史遗迹。